# Trung tâm Trọng tài Quốc tế Việt Nam
Trung tâm Trọng tài Quốc tế Việt Nam (tiếng Anh: Vietnam International Arbitration Centre, viết tắt là VIAC) được thành lập vào ngày 28/04/1993 theo Quyết định  của Thủ tướng Chính phủ nước Cộng hoà Xã hội Chủ nghĩa Việt Nam trên cơ sở hợp nhất Hội đồng Trọng tài Ngoại thương (thành lập năm 1963) và Hội đồng Trọng tài Hàng hải (thành lập năm 1964). Theo quy định của Pháp lệnh Trọng tài thương mại năm 2003, Luật Trọng tài thương mại năm 2010 và Điều lệ hiện hành, VIAC là tổ chức độc lập. Phán quyết của các Hội đồng Trọng tài thuộc VIAC là chung thẩm và được công nhận, thi hành tại Việt Nam và trên 170 quốc gia, vùng lãnh thổ trên thế giới theo Công ước về Công nhận và thi hành các quyết định trọng tài nước ngoài (Công ước New York 1958).

## Nhiệm vụ
Điều lệ hiện hành quy định các nhiệm vụ của VIAC gồm:
1. Tổ chức, điều phối hoạt động giải quyết tranh chấp bằng trọng tài, hòa giải và các phương thức giải quyết tranh chấp khác theo quy định của pháp luật; hỗ trợ Trọng tài viên, Hòa giải viên về hành chính, văn phòng và các trợ giúp khác trong quá trình trọng tài, hòa giải và các phương thức giải quyết tranh chấp khác;
2. Cung cấp dịch vụ chỉ định Trọng tài viên, Hòa giải viên, thành viên Ban tranh chấp (tiếng Anh: Dispute Board) và các dịch vụ chỉ định khác có liên quan;
3. Tổ chức các hoạt động hội nghị, hội thảo, đào tạo, tập huấn, bồi dưỡng nghiệp vụ, xúc tiến thương mại, đầu tư và các hoạt động khác nhằm nâng cao năng lực cho các tổ chức, doanh nghiệp và cá nhân trong quản trị rủi ro, phòng ngừa và xử lý tranh chấp, thúc đẩy sự phát triển của phương thức trọng tài, hòa giải và mở rộng các hoạt động khác của Trung tâm;
4. Tổ chức nghiên cứu, tham mưu và tư vấn về chính sách, pháp luật cho cộng đồng doanh nghiệp, các tổ chức và cá nhân khác, góp phần hoàn thiện thể chế, tháo gỡ khó khăn vướng mắc, thúc đẩy thương mại, đầu tư và hội nhập quốc tế;
5. Thực hiện các nhiệm vụ khác phù hợp với quy định của pháp luật và mục tiêu hoạt động của Trung tâm.

## Mục tiêu & Lĩnh vực hoạt động

### Mục tiêu hoạt động
Thúc đẩy sự phát triển của phương thức giải quyết tranh chấp bằng trọng tài, hòa giải hoặc các phương thức giải quyết tranh chấp khác theo quy định của pháp luật một cách thân thiện, công bằng, thuận lợi và nhanh chóng, góp phần nâng cao năng lực cạnh tranh của nền kinh tế và cộng đồng doanh nghiệp, thúc đẩy quan hệ hợp tác kinh tế, thương mại, đầu tư, khoa học, công nghệ giữa các tổ chức và cá nhân trong nước, giữa Việt Nam với nước ngoài.

### Lĩnh vực hoạt động
1. Cung cấp dịch vụ giải quyết các tranh chấp sau đây bằng trọng tài, hòa giải và bằng các phương thức giải quyết tranh chấp khác theo quy định của pháp luật:
  - Tranh chấp giữa các bên phát sinh từ hoạt động thương mại (bao gồm mua bán hàng hóa, cung ứng dịch vụ, đầu tư, xúc tiến thương mại và các hoạt động nhằm mục đích sinh lợi khác – theo Khoản 1 Điều 3 Luật Thương mại năm 2005[9]);
  - Tranh chấp phát sinh giữa các bên trong đó ít nhất một bên có hoạt động thương mại;
  - Tranh chấp khác giữa các bên mà pháp luật quy định được giải quyết bằng trọng tài, hòa giải và các phương thức giải quyết tranh chấp khác.
2. Tham mưu, tư vấn về chính sách và pháp luật kinh tế; thúc đẩy thương mại và đầu tư thông qua nâng cao năng lực pháp lý, quản trị rủi ro, phòng ngừa và giải quyết tranh chấp có hiệu quả cho các tổ chức, doanh nghiệp, cá nhân trong và ngoài nước.

## Cơ cấu tổ chức

### Sơ đồ tổ chức
1. Hội nghị cán bộ Trung tâm;
2. Hội đồng Trung tâm;
3. Ban điều hành;
4. Ban Thư ký;
5. Ban Xúc tiến và Đào tạo;
6. Văn phòng;
7. Trung tâm Hòa giải Việt Nam (VMC)[10];
8. Viện Nghiên cứu và Đào tạo Trọng tài Quốc tế Việt Nam (VIART)[11];
9. Ban Cố vấn;
10. Hội đồng Khoa học;
11. Hội đồng tư vấn Chính sách và Pháp luật;
12. Các Chi nhánh và Văn phòng Đại diện.

### Hội đồng Trung tâm
1. Ls. Trần Hữu Huỳnh - Phó Chủ tịch Hội đồng;
2. GS. TS. Lê Hồng Hạnh - Phó Chủ tịch Hội đồng;
3. Ls. Vũ Ánh Dương - Ủy viên Hội đồng;
4. TS. Trần Du Lịch - Ủy viên Hội đồng.

### Ban điều hành
1. Ls. Vũ Ánh Dương - Phó Chủ tịch thường trực kiêm Tổng Thư ký VIAC;
2. TS. Trần Du Lịch - Phó Chủ tịch VIAC.

### Các chi nhánh
- Chi nhánh VIAC tại Thành phố Hồ Chí Minh[12];
- Chi nhánh VIAC tại Đà Nẵng;
- Chi nhánh VIAC tại Cần Thơ;
- Chi nhánh VIAC tại Khánh Hòa.